# Castell de Güells
El Castell de Güells és un edifici de Tona (Osona) declarada Bé Cultural d'Interès Nacional.

## Descripció
Pilot informe de murs i pedres prop el mas Güells, fet amb pedres de l'antic castell. Castell situat davant del mas Güells. Actualment resten pocs vestiguis del l'antic castell dels quals de forma visible només es troba un fragment de mur i un suposat paviment enllosat al sector de migdia i un llenç de possible muralla al sector de llevant.

## Història
Castell de defensa. Documentat el 1086.